# Orthogynium
Orthogynium é um género botânico pertencente à família Menispermaceae.

## Espécies
- Orthogynium gomphloides Baill.

1. ↑  «Orthogynium — World Flora Online». www.worldfloraonline.org. Consultado em 19 de agosto de 2020